# Podvinjci
Podvinjci (en cyrillique : Подвињци) est un village de Bosnie-Herzégovine. Il est situé dans la municipalité de Visoko, dans le canton de Zenica-Doboj et dans la fédération de Bosnie-et-Herzégovine. Selon les premiers résultats du recensement bosnien de 2013, il compte 637 habitants.

## Géographie
Le village est situé à la confluence de la Barica et du Husin potok qui mêlent leurs eaux avant de se jeter à leur tour dans la Goruša, un affluent droit de la Bosna.

## Démographie

### Évolution historique de la population dans la localité
| 1948 | 1953 | 1961 | 1971 | 1981 | 1991 | 2013 |
| ---- | ---- | ---- | ---- | ---- | ---- | ---- |
| -    | -    | 514  | 657  | 660  | 773  | 637  |

|  |

### Communauté locale
En 1991, la communauté locale de Podvinjci comptait 1 333 habitants, répartis de la manière suivante :